# زاوية الغمري (تمساوت)
زاوية الغمري هو دُوَّار يقع بجماعة تمساوت، إقليم الحسيمة، جهة طنجة تطوان الحسيمة في المملكة المغربية. ينتمي الدوّار لمشيخة تمساوت التي تضم 10 دواوير. يقدر عدد سكانه بـ 246 نسمة حسب الإحصاء الرسمي للسكان والسكنى لسنة 2004.

## روابط خارجية
- البوابة الوطنية للجماعات الترابية نسخة محفوظة 12 مارس 2018 على موقع واي باك مشين.
- المندوبية السامية للتخطيط